# Афріка Савала
Афріка Савала (ісп. África Ivonne Lechuga Zavala; 12 серпня 1986, Мехіко, Мексика) — мексиканська акторка.

## Фільмографія
| Рік       |   | Українська назва                                     | Оригінальна назва                               | Роль                                                        |
| --------- | - | ---------------------------------------------------- | ----------------------------------------------- | ----------------------------------------------------------- |
| 2005—2006 | с | Перегріна                                            | Peregrina                                       | Перегріна Хуерта/Перегріна Алкосер/Марісела Алкосер Моралес |
| 2006—2007 | с | Світ звірів                                          | Mundo de Fieras                                 | Молода Аврора Крус                                          |
| 2006—2007 | с | Поштовий індекс                                      | Codigo postal                                   | Вікторія Вільярреал                                         |
| 2008—2009 | с | Обережно з ангелом                                   | Cuidado con el ángel                            | Ельса Мальдонадо Сан-Роман                                  |
| 2009—2010 | с | Успішний Перес                                       | Los exitosos Pérez                              | Лілі Кортес                                                 |
| 2010—2011 | с | Знову кохати                                         | Para volver a amar                              | Йорлі Кіроґа                                                |
| 2011—2012 | с | Солодке серце                                        | Amorcito corazón                                | Лусія Лобо Карвахаль де Пінсон                              |
| —2012     | с | Безодня пристрасті                                   | Abismo de pasión                                | Ремедіос Гонсалес                                           |
| 2012—2013 | с | Корона сліз                                          | Corona de lágrimas                              | Лусеро Васкес                                               |
| 2013      | ф | Не знаю, перерізати собі вени чи залишити їх надовго | No sé si cortarme las venas o dejármelas largas | Каміла                                                      |
| —2014     | с | Малькеріда                                           | La malquerida                                   | Ана Алехандра Сильва Гонсалес/Туркеса                       |
| —2014     | с | Кішка                                                | La Gata                                         | Летісія Мартінес Неґрете де ла Санта-Крус                   |
| —2015     | с | Обман любові                                         | Amores con trampa                               | Марія Санчес Самарріпа де Кармона                           |
| —2017     | с | Подвійне життя Естели Каррільйо                      | La doble vida de Estela Carrillo                | Моргана                                                     |
| —2018     | с | Бос чемпіона                                         | La jefa del campeón                             | Тіта Менкаса                                                |
| —2018     | с | У пастці                                             | Atrapada                                        | Маріана                                                     |
| 2021—2021 | с | Подолай минуле                                       | Vencer el pasado                                | Фабіола                                                     |
| 2022      | с | Природжений нарко                                    | Natural Born Narco                              | Анхеліка                                                    |
| 2023      | с | Володар неба                                         | El Señor de los Cielos                          | Меча де ла Круз                                             |